# Evretou
Evretou (griechisch Ευρέτου) ist eine verlassene Gemeinde im Bezirk Paphos in der Republik Zypern. Bei der Volkszählung im Jahr 2021 hatte sie keine Einwohner.

## Name
Zur Herkunft des Ortsnamens gibt es verschiedene Versionen. Eine besagt, dass Evretou auf Griechisch „Ort, an dem etwas gefunden werden kann“ bedeutet. Eine andere Version besagt, dass der Name vom Wort evrima oder evredi stammt. 1958 nahmen die Zyperntürken den Alternativnamen Dereboyu, was so viel wie „am Bach entlang“ bedeutet.

## Lage und Umgebung

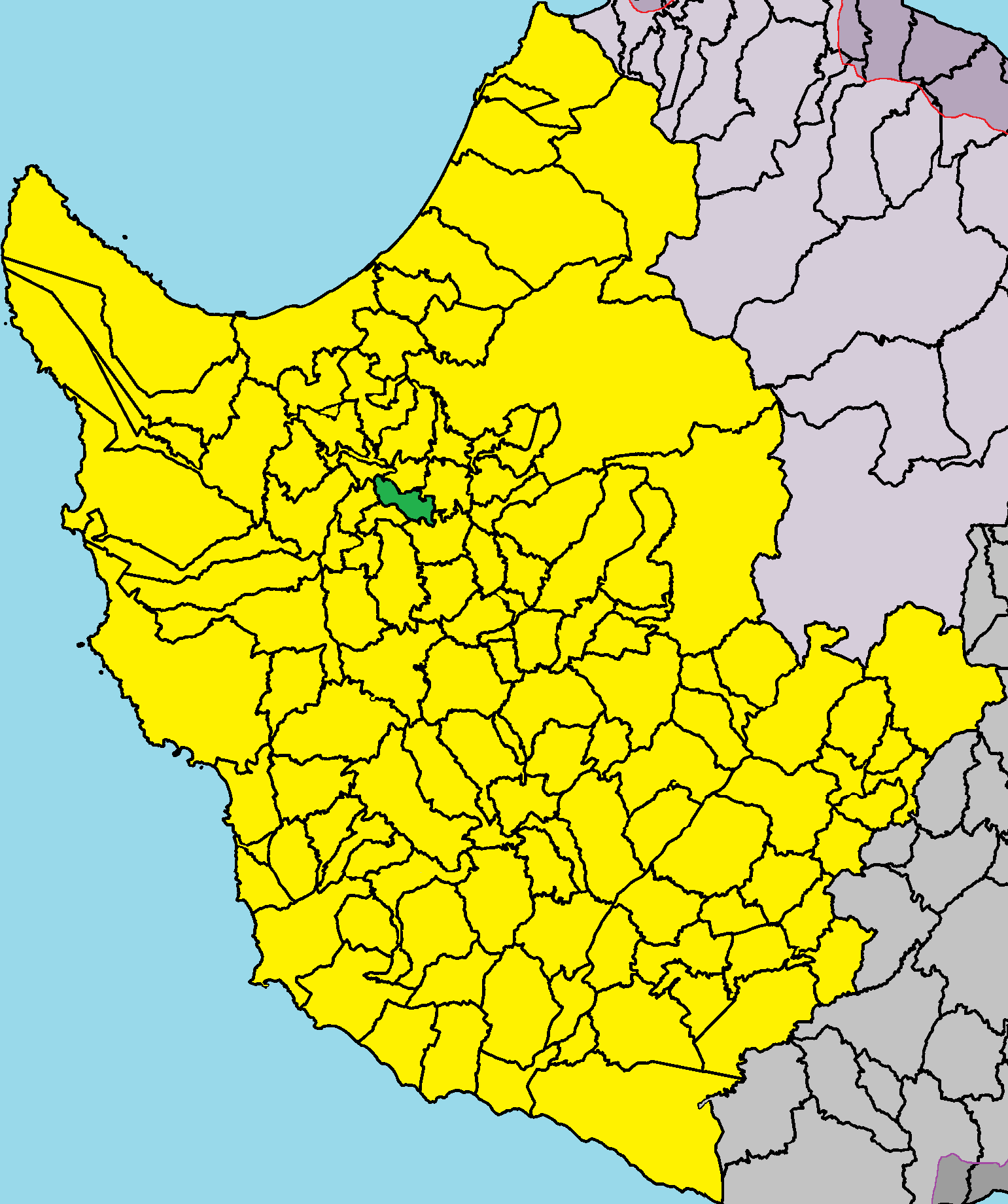
Lage im Bezirk Paphos

Evretou liegt im Westen der Mittelmeerinsel Zypern auf einer Höhe von etwa 180 Metern, 35 Kilometer nördlich von Paphos, 110 Kilometer nordwestlich von Limassol und 140 Kilometer südwestlich von Nikosia. In der Gemeinde befindet sich der Stausee Evretou und dessen Damm	Eretre. Das 3,43802 Quadratkilometer große Dorf grenzt im Norden an Skoulli und Trimithousa, im Osten an Filousa Chrysochous, im Süden an Simou, im Südwesten an Loukrounou und im Westen an Kato Akourdalia. Das Dorf liegt kann über die Straße B7 erreicht werden.

## Bevölkerungsentwicklung
Infolge der türkischen Invasion von 1974 und den Clerides-Denktas-Vereinbarungen zum Bevölkerungsaustausch wurde die Siedlung verlassen, da die letzten Zyperntürken in der Gegend gezwungen waren, das Dorf zu verlassen und in den besetzten nördlichen Teil der Insel zu ziehen. Bei der Volkszählung im Jahr 1992 hatte das Dorf keine Einwohner. 2001 und 2011 zählte das Dorf wieder mehrere Bewohner und 2021 war das Dorf wieder verlassen.
Die folgende Tabelle zeigt die Bevölkerung des Dorfes, wie sie in den in Zypern durchgeführten Volkszählungen erfasst wurde.
| Jahr      | 1881 | 1891 | 1901 | 1911 | 1921 | 1931 | 1946 | 1960 | 1976 | 1982 | 1992 | 2001 | 2011 | 2021 |
| Einwohner | 115  | 123  | 130  | 118  | 139  | 125  | 143  | 125  | 13   | 2    | 0    | 5    | 3    | 0    |